# Falcone Lucifero
Falcone Lucifero dei marchesi di Aprigliano (Crotone, 3 gennaio 1898 – Roma, 2 maggio 1997) è stato un politico italiano.

## Biografia
Figlio di Armando Lucifero e cugino di Roberto Lucifero d'Aprigliano, al termine della prima guerra mondiale, alla quale partecipò come ufficiale, si laureò in giurisprudenza a Torino. Nel 1920 fu eletto consigliere comunale a Crotone, sua città natale; dopo aver aderito al Partito Socialista Unitario di Filippo Turati. Dopo l'avvento del regime, tuttavia, si ritirerà a vita privata, esercitando la professione di avvocato. Nel 1939 si iscrisse al Partito Nazionale Fascista, ottenendo la retrodatatazione al 1925 in quanto volontario della guerra 1915-18.
Alla caduta del fascismo, il 25 luglio 1943, il governo Badoglio I lo nominò prefetto di Catanzaro e poi di Bari, con un intermezzo dall'11 febbraio al 22 aprile 1944 in cui fu ministro dell'agricoltura nello stesso governo.
Il 4 giugno 1944 Umberto di Savoia, luogotenente generale del Regno, lo nominò Ministro della Real Casa, carica tenuta fino ad allora da Pietro d'Acquarone. Nel corso dei due anni della luogotenenza e dei trentatré giorni di regno di Umberto, Lucifero fu il principale interlocutore del governo e delle forze politiche antifasciste e organizzò la campagna in favore della monarchia nell'imminenza del referendum istituzionale del 2 giugno 1946.
Dal 2 al 13 giugno 1946 gestì in prima persona la delicata fase immediatamente successiva allo svolgimento del referendum, adottando una linea ferma ma scevra da tentazioni oltranziste. Il 13 giugno, in conseguenza dell'attribuzione da parte del Consiglio dei ministri dei poteri di capo provvisorio dello Stato al capo del governo Alcide De Gasperi, stese il testo dell'ultimo proclama di Umberto II.
Dopo la partenza dell'ormai ex re per il Portogallo, Lucifero rimase, fino alla propria scomparsa, avvenuta nel 1997 all'età di 99 anni, unico rappresentante ufficiale, in Italia, della Casa reale in esilio. In questa veste rappresentò Umberto in occasione dei funerali delle vittime del Vajont, delle vittime delle stragi degli anni settanta, di Pio XII, Giovanni XXIII, Paolo VI e Giovanni Paolo I e all'intronizzazione dei rispettivi successori. Si occupò anche dell'attività benefica di Umberto e dei suoi contatti col mondo politico. Nel 1948 rifiutò la nomina a senatore a vita offertagli dal Presidente della Repubblica Luigi Einaudi.
Il 4 settembre 1969, in occasione del proprio sessantacinquesimo compleanno, Umberto II lo nominò cavaliere dell'Ordine Supremo della Santissima Annunziata. Insieme a Vittorio Cini (nel 1975) fu il solo caso, dal 1944 al 1982, di concessione della massima onorificenza di Casa Savoia a una personalità che non fosse un capo di Stato né appartenesse a una dinastia reale.
Pubblicò saggi, biografie, opere letterarie e teatrali. Collaborò con quotidiani e periodici, e, fino all'ultimo, continuò a sostenere la tesi monarchica e costituzionale. Intervistato nel 1990 da Giovanni Minoli per Rai 2 e da Bruno Vespa per Rai Uno nel 1996, ribadì la tesi dell'invalidità dello svolgimento del referendum.
Dopo la morte di Umberto II, sostenne Vittorio Emanuele di Savoia nella disputa dinastica. 
Morì a Roma nel 1997, e, per sua volontà, fu sepolto nel cimitero monumentale di Crotone, alla cui biblioteca comunale, intitolata a suo padre Armando Lucifero, aveva donato nel 1996 un consistente fondo librario di oltre duemila testi e parte del mobilio dello studio di Roma. I suoi diari dal 1944 al 1946 sono stati pubblicati da Arnoldo Mondadori Editore nel 2002, col titolo L'ultimo re.

## Opere
- Falcone Lucifero, L'ultimo re. I diari del ministro della Real Casa, 1944-1946, Milano, Mondadori, 2002, ISBN 88-04-48954-5.
- Falcone Lucifero, Niobe : dramma in tre atti e un epilogo, Chiaravalle Centrale, Frama Sud S.p.A., 1987.
- Falcone Lucifero, Tonna, Crotone, Editoriale crotonese, 1986.
- Falcone Lucifero (a cura di), Il re dall'esilio, Milano, SM, 1978.
- Falcone Lucifero (a cura di), Il pensiero e l'azione del re Umberto II dall'esilio, Milano, Rizzoli, 1966.